# バーソロミューの市
バーソロミューの市 ( 英: Bartholomew Fair )は、中世から19世紀にかけてイギリスのロンドンに存在した市場。スターブリッジの市と並んで、かつてのイングランドの2大フェアの1つとされる。シティ・オブ・ロンドンに設けられた唯一の市でもあった。

## 概要
1102年にバーソロミュー修道院が建設されたのが起源とされる。ヘンリー1世付きの吟遊詩人で道化師だったレヒアが聖バーソロミューの幻覚を見たことで修道士となり、スミスフィールドに修道院を建設した。最初の院長となったレヒアは市も創設し、市に付設されたパイ・パウダー・コートの判事職にもついた。市は毎年の聖バーソロミューの祝日に定期的に開催され、病気の快癒を願う人々が集まる場となった。最初の市では参詣をめざして多数の人々が集まり、その様子は奇跡とも評された。ヘンリー2世は、バーソロミューの祭日の前後3日間にわたって市を開く特権を修道院に認め、毛織物、皮革、白ろう製品、家畜などが取引された。聖バーソロミューに帰せられる奇蹟劇や聖史劇が演じられ、道徳劇も加わり、のちには喜劇も演じられた。1131年には、後世のテープカットの由来となる布切り開催式のイベントが開催されたという。1538年には修道院の解散令が宣告されたが市は存続し、ペストの流行によって開市を禁止される年がありつつも、ロンドンの膨張にともなって拡大を続けた。当時は羊毛が特産物だったため、イングランド最大の毛織物取引所に成長し、イングランド各地の織元とロンドンの毛織物商が集まった。その名残はクロス・フェアなどの通りの名前に見ることができる。
3日間だった開市期間は14日間まで長くなり、シティの市議会によってたびたび制限が加えられた。次第に娯楽が増え、仮設小屋は舞台劇、音楽、酒場、レスリング、賭博場、ゲーム場、見世物動物園、書店などに使用されて交易は減少した。18世紀には、ドゥールーリー・レーン劇場、コベント・ガーデン劇場、ヘイマーケット劇場、リンカーンズフィールド劇場などの名優も上演契約を結ぶようになった。1827年にケンジントン卿は風紀上の理由から市の権利をシティに売却し、シティの市場委員会は商店への課税額を増やした。市は縮小し、1855年に最後の開市宣言がなされ、残っていた家畜市場がイズリントンに移転した。1868年にスミスフィールド食肉市場が創設されると、市の痕跡も消滅した。

## 関連する人物
詩人・劇作家のベン・ジョンソンは喜劇『バーソロミューの市』を書き、時事諷刺的に市を描いた。哲学者のジョン・ロックは、1664年にバーソロミューの市を調査に訪れている。作家のヘンリー・フィールディングは、この市に仕事部屋をかまえて活動した。